# Kvalifikacije za Svjetsko prvenstvo u nogometu 2018. (UEFA)
Europsko prednatjecanje za Svjetsko prvenstvo u nogometu 2018. u Rusiji je izlučni turnir europskih nacionalnih predstavništva u nogometu. Održalo se od rujna 2016. do studenog 2017., kada se uz Rusiju, kao domaćina, plasiralo još 13 najboljih europskih nogometnih predstavništva u ovom prednatjecanju.
Raspored utakmica i format izlučnog turnira određen je na sjednici UEFA-e održanoj 22. i 23. ožujka 2015. u Beču.

## Format
Europsko prednatjecanje za ostvarivanje nastupa na Svjetskom prvenstvu 2018. u Rusiji podijeljeno je u dvije faze natjecanja:
- Prvi krug natjecanja (grupna faza): Ukupno 52 nogometna predstavništva podijeljena su u 9 skupina (sedam skupina po šest i dvije skušine od pet država) za igranje domaćih i gostujućih susreta prema Bergerovom sustavu natjecanja i računjanja bodova (Bergerove tablice). Pobjednici iz svake grupe će se odmah plasirati na Svjetsko prvenstvo, a osam najboljih drugoplasiranih predstavništva odlazi u dodatno prednatjecanje (repasaž).
- Drugi krug natjecanja (repasaž): Četiri najbolja (od ukupno osam) predstavništva plasiraju se na Svjetsko prvenstvo.

Rusija se automatski plasirala kao domaćin prvenstva, dok se na izlučnom turniru za svoje mjesto među 13 najboljih bore 52 UEFA-ina predstavništva u nogometu.
Gibraltar, usprkos tome što je član UEFA-e od 2013. godine, nije član FIFA-e, te na taj način nije imao pravo sudjelovati u ovom izlučnom turniru.

## Raspored natjecanja
Prve utakmica izlučnog turnira odigrane su 4. rujna 2016. između predstavništava u skupinama C, E i F.
| Krug                    | Kolo     | Nadnevak                      |
| ----------------------- | -------- | ----------------------------- |
| Prvi krug (grupna faza) | 01. kolo | 4–6. rujna 2016.              |
| Prvi krug (grupna faza) | 02. kolo | 6–8. listopada 2016.          |
| Prvi krug (grupna faza) | 03. kolo | 9–11. listopada 2016.         |
| Prvi krug (grupna faza) | 04. kolo | 11–13. studenog 2016.         |
| Prvi krug (grupna faza) | 05. kolo | 24–26. ožujka 2017.           |
| Prvi krug (grupna faza) | 06. kolo | 9–11. lipnja 2017.            |
| Prvi krug (grupna faza) | 07. kolo | 31. kolovoza – 2. rujna 2017. |
| Prvi krug (grupna faza) | 08. kolo | 3–5. rujna 2017.              |
| Prvi krug (grupna faza) | 09. kolo | 5–7. listopada 2017.          |
| Prvi krug (grupna faza) | 10. kolo | 8–10. listopada 2017.         |

| Krug                 | Kolo           | Nadnevak              |
| -------------------- | -------------- | --------------------- |
| Drugi krug (repasaž) | Prva utakmica  | 9–11. studenog 2017.  |
| Drugi krug (repasaž) | Druga utakmica | 12–14. studenog 2017. |